# Jesper Lindstrøm
Jesper Grænge Lindstrøm (Taastrup, 29 de fevereiro de 2000), é um futebolista dinamarquês que atua como ponta-direita. Atualmente, atua pelo Wolfsburg, emprestado pela Napoli, além da Seleção Dinamarquesa.  
Pelo Eintracht Frankfurt, sagrou-se campeão da Liga Europa de 2022–23, primeiro título internacional do clube. Fez sua estreia pela Seleção Dinamarquesa em 11 de novembro de 2020, contra a Suécia. Também representou Sub-19 e o Sub-21 de seu país.

## Carreira

### Brøndby

#### Base
Lindstrøm iniciou sua carreira com apenas três anos no Tåstrup B.70, clube que ficava perto do local onde vivia com sua família em Høje-Taastrup. Quando seus pais divorciaram-se Jasper tinha seis anos, tendo mudado-se para a região de Brøndby com sua mãe e começou a atuar pelo BSI, que ficava bem perto de sua casa. Atuou apenas seis meses pelo clube, devido ao fato de sua escola que ficava perto, ter fechado. Ao migrar para uma nova escola, passou a atuar pelo Vallensbæk IF que ficava perto, recomendado pelo padrasto de um de seus colegas, Henrik From, pai de Rasmus From, goleiro que atuou pela base do Nordsjælland e do VSK Aarhus. Passado algumas temporadas no modesto clube, passou a integrar o Sub-13 da base de um dos maiores clubes do país, o Brøndby IF, contando com o suporte de sua família. Em agosto de 2018, assinou um contrato de três anos. Fez sua estreia pelo clube em 22 de novembro de 2018, aos 18 anos, entrando como no decorrer da vitória por 4–1 sobre o BK Marienlyst em jogo válido pela terceira Copa da Dinamarca. Foi promovido definitivamente para o time principal, no verão de 2019. 

#### 2019–20
Em 11 de julho de 2019, Lindstrøm fez sua estreia em competições continentais, entrando ao longo da partida contra o Inter Turku no jogo de ida na rodada de qualificação da Liga Europa. Em 28 de julho, fez seu primeiro jogo como titular na temporada e marcou seu primeiro como profissional na vitória de 3–2 sobre o Odense Boldklub. Em 1 de agosto, Lindstrøm entrou no último minuto do tempo normal e fez dois gols na prorrogação sobre o Lechia Gdańsk, vencendo por 4–1 (5–3 no agregado) na segunda rodada de qualificação da Liga Europa. Devido às suas atuações nos primeiros meses da temporada 2019–20, ele recebeu muita atenção e foi apontado como a jóia da coroa do clube em um relatório de reconhecimento do Braga, adversário do Brøndby nas eliminatórias da Liga Europa. Depois que a pandemia de COVID-19 suspendeu a Superliga por alguns meses, Lindstrøm marcou o primeiro gol do clube na competição após o retorno, garantindo uma vitória por 1 a 0 sobre o SønderjyskE em 2 de junho de 2020.

#### 2020–21
Lindstrøm iniciou bem a temporada 2020–21, marcando um dos gols na vitória por 2–1 Copenhagen no segundo jogo da temporada em 20 de setembro de 2020. Em 2 de outubro, Lindstrøm foi eleito como o jogador jovem da Liga Dinamarquesa de setembro, pelo desempenho de dois gols e uma assistência durante o período. Marcou novamente em 24 de outubro, seu terceiro gol na temporada? na derrota por 3–2 para o Midtjylland. Continuou com as boas atuações, fazendo gol nas partida contra o OB e Vejle Boldklub, onde em 30 de novembro fez dois na vitória sobre o Lyngby Boldklub que deu ao Brøndby a liderança. Suas boas atuações o fizeram ser eleito m novembro o jogador da Liga Dinamarquesa, assim como o melhor jogador jovem.  Foi eleito pela Tipsbladet o jogador do outono, sendo o primeiro jogador do Brøndby a ganhar depois de Peter Graulund em 2000. Apesar de seu time sagrar-se campeão ao final da temporada, Lindstrøm ficou de fora dos últimos dois jogos da temporada.

### Eintracht Frankfurt
Em 11 de julho 2021, foi anunciado oficialmente como novo jogador do Eintracht Frankfurt, assinando por cinco anos. Fez sua estreia pelo time em 8 de agosto, na derrota por 2–0 para o Waldhof Mannheim em partida válida pela Copa da Alemanha. Foi titular pela primeira em 21 de agosto no empate de 0–0 com o FC Augsburg. Alternando entre titularidade e reserva na temporada, Lindstrøm concedeu uma assistência para Jens Petter Hauge fazer o gol da vitória por 2–1 sobre Olympiacos no último minuto do jogo, em jogo válido pela fase de grupos da Liga Europa em 2 de novembro. Marcou seu primeiro gol pelas Águias vermelhas em 21 de novembro na vitória por 2–sobre o SC Freiburg. Atuações sólidas em dezembro com três gols marcados nas partidas contra o Bayer Leverkusen, Borussia Mönchengladbach e Mainz 05 fizeram ser eleito melhor jogador jovem mês.
Na segunda metade da temporada, Lindstrøm cresceu de produção e tornou-se titular absoluto no meio-campo juntamente com Daichi Kamada, fazendo com que fosse eleito mais uma vez o melhor jogador jovem da Bundesliga. Participou da campanha campeã da Liga Europa na temporada, onde o Eintracht superou Real Betis, Barcelona e West Ham United em sequência na temporada, chegando à final e batendo o Rangers nos pênaltis em 18 de maio de 2022. Lindstrøm atuou durante 70 minutos da decisão.

#### 2022–23
Em 13 de setembro de 2022, marcou o gol da vitória por 1–0 sobre o Marseille na Champions League, sendo essa a primeira vitória do clube no torneio e o primeiro gol. Após lesionar-se no joelho em março de 2023, voltou a entrar em campo no dia 29 de abril, entrando aos 82 minutos no empate de 1–1 com o Augsburg. Ao todo disputou 80 partidas e marcou 14 gols, além de 14 assistências.

### Napoli
Lindstrøm foi anunciado oficialmente como novo reforço da Napoli em 29 de agosto de 2023, assinando contrato até 2028.

#### Empréstimo ao Wolfsburg
No dai 23 de julho de 2025, o Wolfsburg anunciou a contratação de Lindstrøm por empréstimo de uma temporada.

## Seleção Dinamarquesa

### Sub-19 e Sub-21
Lindstrøm foi convocado pra a categoria Sub-19 três vezes. Em 29 de setembro de 2020, Lindstrøm foi convocado para dois jogos da qualificatórias para a Eurocopa Sub-21 contra Malta e Finlândia. Sua estreia na categoria foi em 9 de outubro na vitória por 3–1 sobre Malta, tendo Lindstrøm feito um dos gols de sua seleção. Lindstrøm foi um dos convocados para disputar o torneio.

### Principal
Em 9 de novembro de 2020, Lindstrøm foi convocado pela primeira vez para a Seleção Dinamarquesa principal por Kasper Hjulmand para um amistoso contra Suécia. Fez sua estreia pela seleção neste amistoso, entrando no segundo tempo da vitória por 2–0.
Em 7 de novembro de 2022, Lindstrøm foi um dos convocados para representar a Dinamarca  na Copa do Mundo no Catar.

## Títulos

### Brondby
- Campeonato Dinamarquês: 2020–21

### Eintracht Frankfurt
- Liga Europa da UEFA: 2021–22

### Prêmios individuais
- Campeonato Dinamarquês: Setembro de 2020, Outubro de 2020, Novembro de 2020
- Jogador do mês da Campeonato Dinamarquês: Novembro de 2020
- Jogador do Outono pela Tipsbladet: 2020
- Melhor jogador jovem da Bundesliga de 2020–21: Dezembro de 2021
- Melhor jogador jovem da Bundesliga: 2021–22